# José Manuel de Mello
José Manuel da Silva José de Mello (Cascais, Portugal, 8 de dezembro de 1927 – 16 de setembro de 2009) foi um empresário português. 
Dirigente do Grupo CUF aquando do Revolução de 25 de Abril de 1974, em cujos órgãos ingressara depois da morte do pai, Manuel de Mello, e juntando-se, entre outros, ao irmão mais velho, Jorge de Mello.
Estava então maioritariamente dedicado a área de construção e reparação naval do Grupo, dirigindo a Lisnave, empresa que conheceu significativa expansão nos anos 1970; e ligado também à área financeira e seguradora, nomeadamente com o Banco Totta.
No período democrático (finais de anos 1980, princípios de 1990), seria o responsável pela criação do Grupo José de Mello, sucessor da antiga CUF, no setor químico e de serviços/ área financeira, a par da Nutrinveste/ Sovena, de Jorge de Mello, sucessora do grupo nos campos agroalimentar e de tabacos.

## Homenagens
- Grande-Oficial da Ordem Civil do Mérito Agrícola e Industrial - Classe Industrial - de Portugal (27 de abril de 1964)
- Grã-Cruz da Ordem Civil do Mérito Agrícola e Industrial - Classe Industrial - de Portugal (2 de julho de 1969)
- Grã-Cruz da Ordem do Infante D. Henrique de Portugal (30 de janeiro de 2006)
- Grã-Cruz da Ordem do Mérito de Portugal (23 de julho de 2018, a título póstumo)[3]

Em 2025, a Câmara Municipal de Lisboa atribuiu o nome Avenida José Manuel de Mello ao troço da Avenida 24 de Julho em frente ao Hospital CUF Tejo.